# Rob Scuderi
Robert John "Rob" Scuderi, född 30 december 1978 i Syosset, New York, är en amerikansk professionell ishockeyspelare som spelar för Los Angeles Kings i National Hockey League (NHL). Han har tidigare spelat på NHL-nivå för Pittsburgh Penguins och Chicago Blackhawks och på lägre nivåer för Wilkes-Barre/Scranton Penguins och Rockford Icehogs i American Hockey League (AHL) och Boston College Eagles (Boston College) i National Collegiate Athletic Association (NCAA).
Scuderi draftades i femte rundan i 1998 års draft av Pittsburgh Penguins som 134:e spelare totalt.
Han har vunnit två Stanley Cup, en med Pittsburgh Penguins för säsongen 2008–2009 och en med Los Angeles Kings för säsongen 2011–2012.

## Statistik
| 1995–1996   | New York Apple Core            | MetJHL      | 76  | 18 | 60 | 78  | —   | —   | — | —  | —  | —  |
| 1996–1997   | New York Apple Core            | MetJHL      | 82  | 42 | 70 | 112 | 64  | —   | — | —  | —  | —  |
| 1997–1998   | Boston College Eagles          | NCAA        | 42  | 0  | 24 | 24  | 12  | —   | — | —  | —  | —  |
| 1998–1999   | Boston College Eagles          | NCAA        | 41  | 2  | 8  | 10  | 20  | —   | — | —  | —  | —  |
| 1999–2000   | Boston College Eagles          | NCAA        | 42  | 1  | 12 | 13  | 22  | —   | — | —  | —  | —  |
| 2000–2001   | Boston College Eagles          | NCAA        | 43  | 4  | 19 | 23  | 42  | —   | — | —  | —  | —  |
| 2001–2002   | Wilkes-Barre/Scranton Penguins | AHL         | 75  | 1  | 22 | 23  | 66  | —   | — | —  | —  | —  |
| 2002–2003   | Wilkes-Barre/Scranton Penguins | AHL         | 74  | 4  | 17 | 21  | 44  | 6   | 0 | 1  | 1  | 4  |
| 2003–2004   | Pittsburgh Penguins            | NHL         | 13  | 1  | 2  | 3   | 4   | —   | — | —  | —  | —  |
|             | Wilkes-Barre/Scranton Penguins | AHL         | 64  | 1  | 15 | 16  | 54  | 24  | 0 | 3  | 3  | 14 |
| 2004–2005   | Wilkes-Barre/Scranton Penguins | AHL         | 79  | 2  | 18 | 20  | 34  | 11  | 2 | 1  | 3  | 2  |
| 2005–2006   | Pittsburgh Penguins            | NHL         | 57  | 0  | 4  | 4   | 36  | —   | — | —  | —  | —  |
|             | Wilkes-Barre/Scranton Penguins | AHL         | 13  | 1  | 15 | 16  | 54  | 24  | 0 | 3  | 3  | 14 |
| 2006–2007   | Pittsburgh Penguins            | NHL         | 78  | 1  | 10 | 11  | 28  | 5   | 0 | 0  | 0  | 2  |
| 2007–2008   | Pittsburgh Penguins            | NHL         | 71  | 0  | 5  | 5   | 26  | 20  | 0 | 3  | 3  | 2  |
| 2008–2009   | Pittsburgh Penguins            | NHL         | 81  | 1  | 15 | 16  | 18  | 24  | 1 | 4  | 5  | 6  |
| 2009–2010   | Los Angeles Kings              | NHL         | 73  | 0  | 11 | 11  | 21  | 6   | 0 | 0  | 0  | 6  |
| 2010–2011   | Los Angeles Kings              | NHL         | 82  | 2  | 13 | 15  | 16  | 6   | 0 | 2  | 2  | 0  |
| 2011–2012   | Los Angeles Kings              | NHL         | 82  | 1  | 8  | 9   | 16  | 20  | 0 | 1  | 1  | 4  |
| 2012–2013   | Los Angeles Kings              | NHL         | 48  | 1  | 11 | 12  | 4   | 18  | 0 | 3  | 3  | 0  |
| 2013–2014   | Pittsburgh Penguins            | NHL         | 53  | 0  | 4  | 4   | 2   | 13  | 0 | 0  | 0  | 6  |
| 2014–2015   | Pittsburgh Penguins            | NHL         | 82  | 1  | 9  | 10  | 17  | 5   | 0 | 0  | 0  | 0  |
| 2015–2016   | Pittsburgh Penguins            | NHL         | 25  | 0  | 4  | 4   | 8   | —   | — | —  | —  | —  |
|             | Chicago Blackhawks             | NHL         | 17  | 0  | 0  | 0   | 0   | —   | — | —  | —  | —  |
|             | Rockford Icehogs               | AHL         | 3   | 0  | 0  | 0   | 2   | —   | — | —  | —  | —  |
| NHL totalt  | NHL totalt                     | NHL totalt  | 762 | 8  | 96 | 104 | 196 | 117 | 1 | 13 | 14 | 26 |
| AHL totalt  | AHL totalt                     | AHL totalt  | 308 | 8  | 80 | 88  | 208 | 41  | 2 | 5  | 7  | 20 |
| NCAA totalt | NCAA totalt                    | NCAA totalt | 168 | 7  | 63 | 70  | 96  | —   | — | —  | —  | —  |